# Douve Weien
Douve Weien is een buurt in de wijk Caumerveld-Douve Weien in de Nederlandse gemeente Heerlen. De buurt ligt ten zuiden van het stadscentrum. Aan de westzijde wordt de buurt begrensd door de provinciale weg 281, aan de noordzijde door de Burgemeester Waszinkstraat, aan de oostzijde door de Heesbergstraat (verlengde Akerstraat) en in het zuiden door de John F. Kennedylaan.
Ten het noorden van de buurt liggen de buurten Aarveld en Bekkerveld, in het oosten de buurt Caumerveld, in het zuiden de buurten van Heerlerbaan-West en Benzenrade en in het westen de buurt van de Heerlense vestiging van Zuyderland en de buurt Welten-Dorp.
In de buurt staat de Gereformeerde kerk.
Stadsdelen: Heerlerbaan · Heerlerheide · Heerlen-Stad · Hoensbroek

Wijken: Aarveld-Bekkerveld · De Beitel · Caumerveld-Douve Weien · Eikenderveld · Heerlen-Centrum · Heerlerbaan-Oost · Heerlerbaan-West · Passart · De Hei · Heksenberg · Hoensbroek-De Dem · De Koumen · Maria-Gewanden-Terschuren · Mariarade · Meezenbroek-Schaesbergerveld · Molenberg · Nieuw Lotbroek · Rennemig-Beersdal · Schandelen-Grasbroek · Vrieheide-De Stack · Welten-Benzenrade · Woonboulevard-Ten Esschen · Zeswegen-Nieuw Husken

Buurtschappen en gehuchten: De Euren · Heihoven · Imstenrade · Schurenberg · Terschuren

Limburg: Steden en dorpen      Nederland: Provincies · Gemeenten